# Metro Ethernet
Una Red Metro Ethernet es una arquitectura tecnológica destinada a suministrar servicios de conectividad de datos en una Red de área metropolitana (MAN) de capa 2 en el modelo OSI, a través de interfaces (UNIs) Ethernet. Estas redes denominadas "multiservicio", soportan una amplia gama de servicios, aplicaciones, y cuentan con mecanismos donde se incluye soporte a tráfico "RTP" (tiempo real), para aplicaciones como Telefonía IP y Video IP, aun cuando este tipo de tráfico es especialmente sensible al retardo y al jitter (Fluctuación).
Las redes Metro Ethernet pueden utilizar líneas de cobre (MAN BUCLE), lo que garantiza la posibilidad de despliegue en cualquier punto del casco urbano, soportando el 100 % de los servicios demandados por los proyectos de Smart City.
Las redes Metro Ethernet suelen utilizar principalmente medios de transmisión guiados, como son el cobre (MAN BUCLE) y la fibra óptica, existiendo también soluciones de radio licenciada, los caudales proporcionados son de 10 Mbit/s, 20 Mbit/s, 34 Mbit/s, 100 Mbit/s, 1 Gbit/s y 10 Gbit/s.
La tecnología de agregación de múltiples pares de cobre, (MAN BUCLE), permite la entrega de entre 10 Mbit/s, 20 Mbit/s, 34 Mbit/s y 100 Mbit/s, mediante la transmisión simultánea de múltiples líneas de cobre, además esta técnica cuenta con muy alta disponibilidad ya que es casi imposible la rotura de todas las líneas de cobre y en caso de rotura parcial el enlace sigue transmitiendo y reduce el ancho de banda de forma proporcional. 
La fibra óptica y el cobre, se complementan de forma ideal en el ámbito metropolitano, ofreciendo cobertura total a cualquier servicio a desplegar.

## Beneficios
Los beneficios que Metro Ethernet ofrece son:
- Presencia y capilaridad prácticamente "universal" en el ámbito metropolitano. En especial gracias a la disponibilidad de las líneas de cobre, con cobertura universal en el ámbito urbano.
- Muy alta fiabilidad, ya que los enlaces de cobre certificados Metro Ethernet, están constituidos por múltiples pares de en líneas de cobre (MAN BUCLE) y los enlaces de Fibra Óptica, se configuran mediante Spanning tree (activo-pasivo) o LACP (caudal Agregado).
- Fácil uso: Interconectando con Ethernet se simplifica las operaciones de red, administración, manejo y actualización
- Economía: los servicios Ethernet reducen el capital de suscripción y operación de tres formas:
  - Amplio uso: Se emplean interfaces Ethernet que son la más difundidas para las soluciones de Networking
  - Bajo costo: Los servicios Ethernet ofrecen un bajo costo en la administración, operación y funcionamiento de la red.
  - Ancho de banda: Los servicios Ethernet permiten a los usuarios acceder a conexiones de banda ancha a menor costo.
- Flexibilidad: Las redes de conectividad mediante Ethernet permiten modificar y manipular de una manera más dinámica, versátil y eficiente, el ancho de banda y la cantidad de usuarios en corto tiempo.

El modelo básico de los servicios Metro Ethernet, está compuesto por una Red switcheada MEN (Metro Ethernet Network), ofrecida por el proveedor de servicios; los usuarios acceden a la red mediante CEs (Customer Equipment), CE puede ser un router; Bridge IEEE 802.1Q (switch) que se conectan a través de UNIs (User Network Interface) a velocidades de 10 Mbit/s, 20 Mbit/s, 34 Mbit/s, 100 Mbit/s, 1 Gbit/s y 10 Gbit/s.
Los organismos de estandarización (IEEE, IETF, ITU) y los acuerdos entre fabricantes, están jugando un papel determinante en su evolución. Incluso se ha creado el MEF (Metro Ethernet Forum), organismo dedicado únicamente a definir Ethernet como servicio metropolitano.[cita requerida]

## Características del ancho de banda
Para Metro Ethernet se tienen en cuenta los siguientes parámetros:
- CIR (Committed Information Rate): es la cantidad promedio de información que se ha transmitido, teniendo en cuenta los retardos, pérdidas, etc.
- CBS (Committed Burst Size): es el tamaño de la información utilizado para obtener el CIR respectivo.
- EIR (Excess Information Rate): especifica la cantidad de información mayor o igual que el CIR, hasta el cual las tramas son transmitidas sin pérdidas.
- EBS (Excess Burst Size): es el tamaño de información que se necesita para obtener el EIR determinado.

## EVC (Ethernet Virtual Connection)
Un EVC es la asociación entre una o más interfaces UNIs. Es un tubo virtual que proporciona al usuario servicios extremo a extremo atravesando múltiples redes MEN (Metro Ethernet Network). Un EVC tiene dos funciones:
- Conectar dos o más sitios (UNIs) habilitando la transferencia de tramas Ethernet entre ellos.
- Impedir la transferencia de datos entre usuarios que no son parte del mismo EVC, permitiendo privacidad y seguridad.

Un EVC puede ser usado para construir VPN (Virtual Private Network) de nivel 2.
El MEF (Metro Ethernet Forum) ha definido dos tipos de EVC:
- Punto a Punto (E-Line)
- Multipunto a Multipunto (E-LAN)

### E-LINE
El servicio E-Line proporciona un EVC punto a punto entre dos interfaces UNI. Se utiliza para proporcionar una conexión Ethernet punto a punto entre dos sitios.
Dentro del tipo de servicio E-Line se incluye una amplia gama de servicios. El más sencillo consiste en un ancho de banda simétrico para transmisión de datos en ambas direcciones, no fiable, entre dos interfaces UNI a 10 Mbit/s. Un servicio más sofisticado considerado dentro del tipo de servicio E-Line sería, por ejemplo, una línea E-Line, que ofrezca una CIR concreta junto con una CBS, y una EIR junto con una EBS, y un retardo, variación del retardo y máximos asegurados entre dos interfaces UNI.

### E-LAN
El tipo de servicio E-LAN proporciona conectividad multipunto a multipunto. Conecta dos o más interfaces UNI. Los datos enviados desde un UNI llegarán a 1 o más UNI de destino. Cada uno de ellos está conectado a un EVC multipunto. A medida que va creciendo la red y se van añadiendo más interfaces UNI, éstos se conectarán al mismo EVC multipunto, simplificando enormemente la configuración de la misma. Desde el punto de vista del usuario, la E-LAN se comporta como una LAN.

## Atributos de los servicios Metro Ethernet
Los atributos se definen como las capacidades de los diferentes tipos de servicio. Algunos atributos aplican a los puntos de acceso UNI (User Network Interface), mientras que otros a los canales virtuales (EVC). 
Para los puntos de acceso (UNI) aplican los siguientes atributos:
- Medio físico: son los especificados en el estándar 802.3 – 2000. Ejemplos de medios físicos incluye 10Base-T, 100Base-T, 1000 Base-SX.
- Velocidad: las velocidades son las especificadas en el estándar Ethernet son las características de la "negociación" ethernet, añadiéndose algunos valores intermedios: 10 Mbit/s, 20 Mbit/s, 45 Mbit/s, 100 Mbit/s, 1 Gbit/s y 10 Gbit/s.
- Modo: un enlace puede soportar Full Duplex, Half Duplex o auto negociación.
- Capa MAC: las especificadas en IEEE 802.3 – 2000.